# Hägerstads slott

Hägerstad slott är ett slott beläget i Hannäs socken i Åtvidabergs kommun. Det byggdes under 1860-talet.
Slottet har bland annat använts av Norrköpings kommun som vårdanstalt för missbrukare. Intill slottet ligger naturreservatet Hägerstad slotts ekhage som bildades år 2002 och som förvaltas av Länsstyrelsen Östergötlands län.
År 1995 blev slottet privatbostad och genomgick en renovering. År 2007 bytte slottet åter ägare och ytterligare renoveringar genomfördes. Slottet drabbades 2011 av tre bränder med sex månaders respektive 6 dagars mellanrum med brand-, vatten- och rökskador som följd.
2017 köptes slottet av familjen Lätt och den renovering som följde blev ett TV-program i hitintills två säsonger med åtta avsnitt per säsong TV4, "Drömmen om slottet"